# واتاگودا
واتاگودا (به لاتین: Watagoda) یک منطقهٔ مسکونی در سری‌لانکا است که در استان مرکزی (سری‌لانکا) واقع شده‌است.